# Heike Popel
Heike Popel (1961) es una deportista de la RDA que compitió en luge. Ganó una medalla de plata en el Campeonato Europeo de Luge de 1984, en la prueba individual.

## Palmarés internacional
| Campeonato Europeo | Campeonato Europeo | Campeonato Europeo | Campeonato Europeo |
| Año                | Lugar              | Medalla            | Prueba             |
| ------------------ | ------------------ | ------------------ | ------------------ |
| 1984               | Valdaora (Italia)  | Medalla de plata   | Individual         |